# Кубок мира по спортивной акробатике 1975
1-й кубок мира по спортивной акробатике проводился в Виднау, Швейцария, в 1975 году.

## Результаты

### Мужские акробатические прыжки

#### Многоборье
| Ранг | Команда      | Страна   | Очки      |
| ---- | ------------ | -------- | --------- |
| 1    | Юрий Зикунов | СССР     | 9,53/9,70 |
| 2    | Раето Колев  | Болгария | 9,43/9,43 |
| 3    | Ростик Лещек | Польша   | 8,93/9,23 |

### Мужские пары

#### Многоборье
| Ранг | Команда                             | Страна       | Очки         |
| ---- | ----------------------------------- | ------------ | ------------ |
| 1    | Владимир Алиманов, Владимир Назаров | СССР         | 9,66/9,60    |
| 2    | Бернард Хальднер, Пауль Хальднер    | Швейцария    | 9,36/8,16    |
| 3    | не вручалось                        | не вручалось | не вручалось |

### Мужские групповые упражнения

#### Многоборье
| Ранг | Команда                                                                | Страна   | Очки      |
| ---- | ---------------------------------------------------------------------- | -------- | --------- |
| 1    | Юрий Золотов, Шамиль Вильданов, Александр Макаров, Владимир Слепокуров | СССР     | 9,63/9,63 |
| 2    | Димитр Димитров, Вичо Колев, Юри Инджов, Г. Цетанов                    | Болгария | 8,66/9,40 |
| 3    | В. Маурер, Х. Мессер, М. Шуман, О. Битч                                | ФРГ      | 8,86/8,36 |

### Женские акробатические прыжки

#### Многоборье
| Ранг | Гимнаст                | Страна   | Очки      |
| ---- | ---------------------- | -------- | --------- |
| 1    | Надежда Маслобойщикова | СССР     | 9,56/9,66 |
| 2    | Ваня Бабкина           | Болгария | 9,43/9,43 |
| 3    | Элжита Кржеповска      | Польша   | 9,20/9,23 |

### Женские пары

#### Многоборье
| Ранг | Команда                           | Страна   | Очки      |
| ---- | --------------------------------- | -------- | --------- |
| 1    | Стефка Спасова, Калинка Лечева    | Болгария | 9,63/9,56 |
| 2    | Дорис Янг, Карин Янг              | ФРГ      | 9,40/9,36 |
| 3    | Барбара Адах, Малгожата Лихомская | Польша   | 9,43/9,33 |

### Женские групповые упражнения

#### Многоборье
| Ранг | Команда                                            | Страна       | Очки         |
| ---- | -------------------------------------------------- | ------------ | ------------ |
| 1    | Софья Яблоньска, Барбара Кацишак, Анна Яжебчик     | Польша       | 9,53/9,33    |
| 2    | Тамара Дубровина, Людмила Гуляева, Татьяна Саблина | СССР         | 8,80/9,50    |
| 3    | не вручалось                                       | не вручалось | не вручалось |

### Смешанные пары

#### Многоборье
| Ранг | Команда                               | Страна   | Очки      |
| ---- | ------------------------------------- | -------- | --------- |
| 1    | Татьяна Кривцова, Вячеслав Кузнецов   | СССР     | 9,76/9,80 |
| 2    | Айше Мустафова, Руско Харизанов       | Болгария | 9,53/9,46 |
| 3    | Гражина Жехна, Славомир Кельбасинский | Польша   | 9,53/9,30 |